# Želmíra Živná

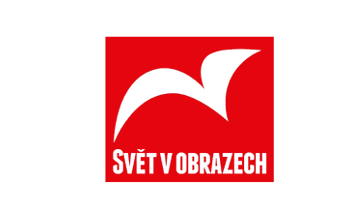
Logo týdeníku Svět v obrazech

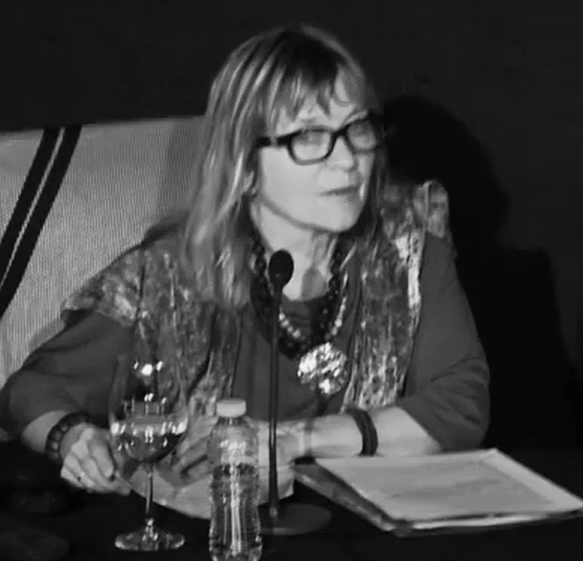
Blanka Chocholová (2017)

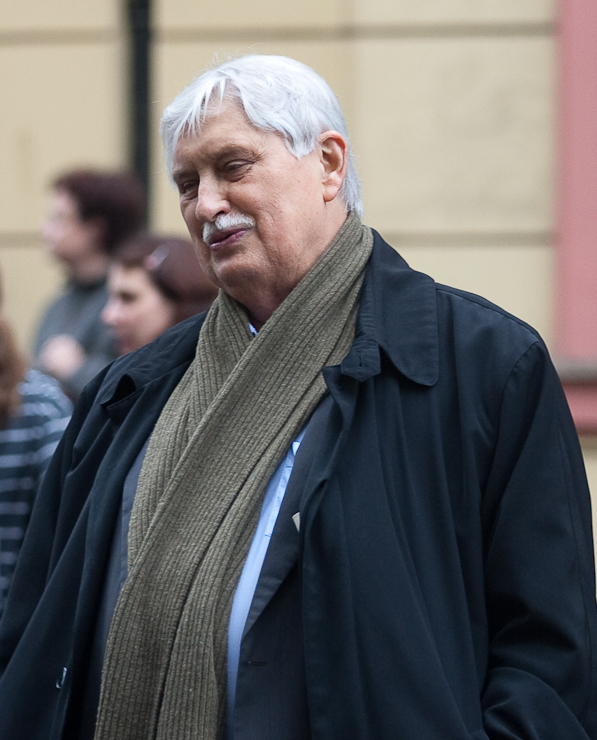
Jiří Dienstbier (2009)

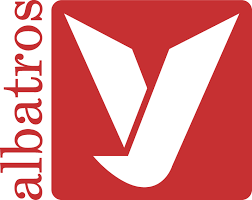
Logo nakladatelství Albatros

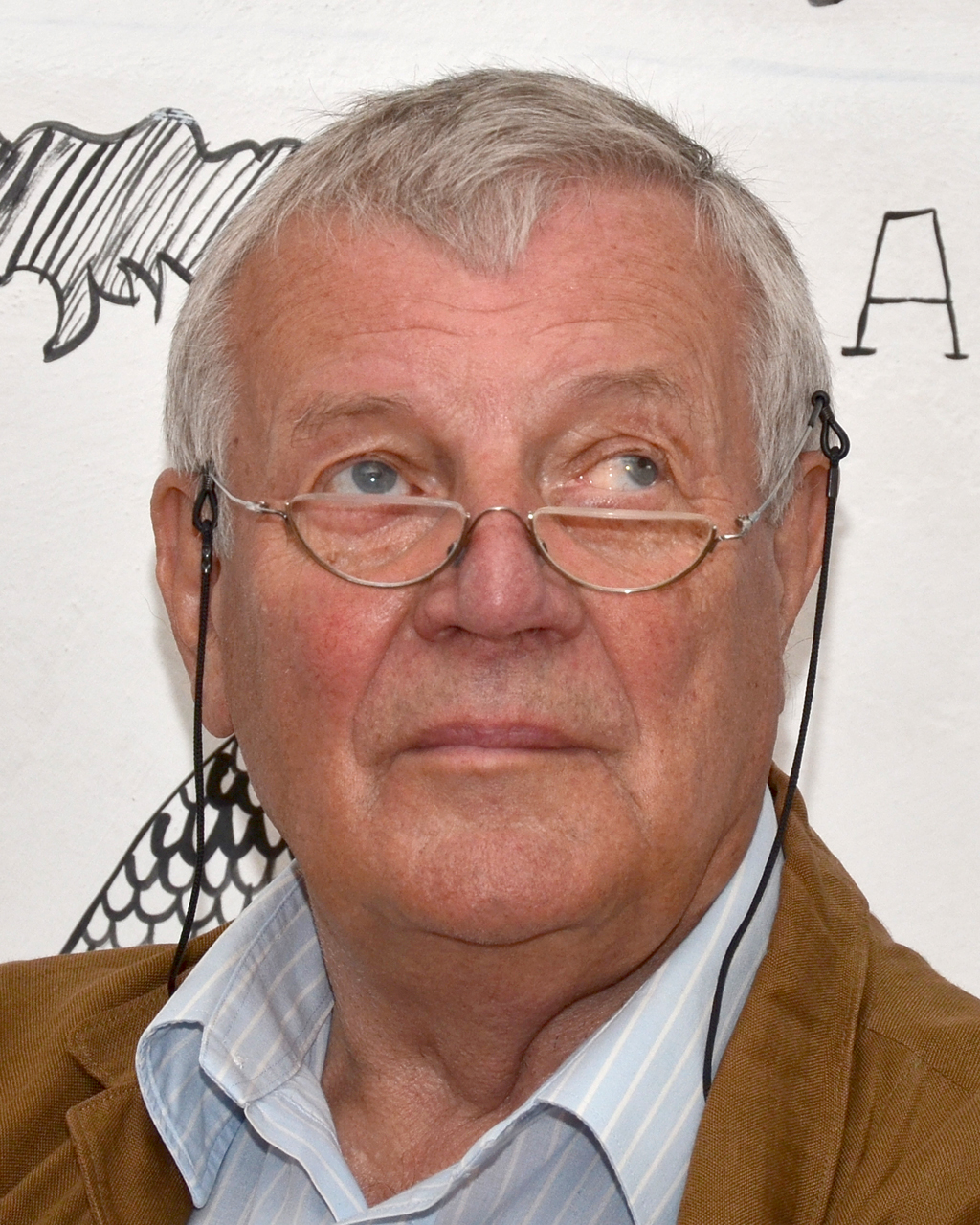
Karel Hvížďala (2015)

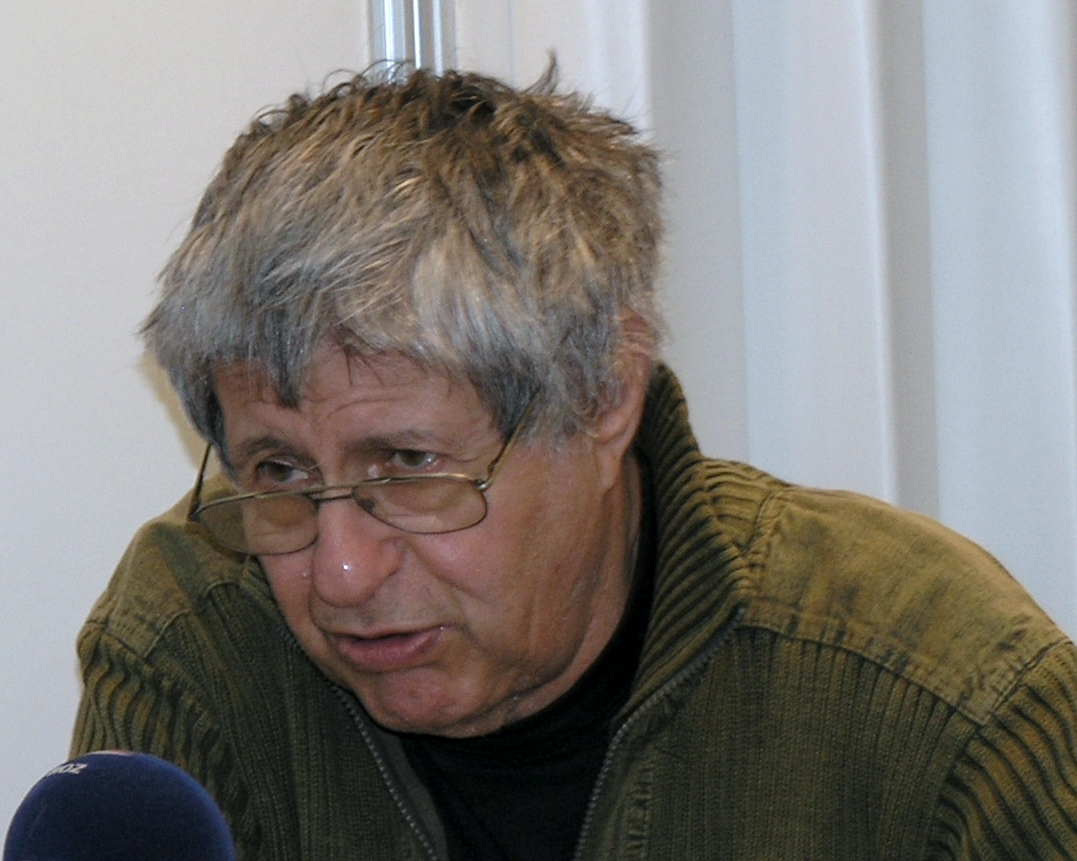
Ivan Klíma (2009)

Želmíra Živná (3. srpna 1937 Blšany) – roz. Prchalová, bývalá redaktorka časopisu Svět v obrazech, která v 70. letech 20. století propůjčila své autorské jméno Jiřímu Dienstbierovi staršímu, aby mohla být vydána jeho publikace o módě a aby se mohla uskutečnit jeho spolupráce na encyklopedii o dějinách medicíny.

## Podrobněji

### Blanka Chocholová
Želmíra Živná pracovala jako redaktorka zahraničního oddělení týdeníku Svět v obrazech v 70. letech 20. století. V té době působila v redakci Světa v obrazech jako fotografka – internistka i o generaci mladší Blanka Chocholová, dcera fotografa Václava Chocholy, se kterým se většina zaměstnanců Světa v obrazech znala. A byla to právě Živná, koho zaujaly fotografie Blanky Chocholové především ty z jejích cest, dokumentární portréty dětí z ulice a další Blančina tvorba a tak jí pomáhala tyto snímky publikovat jako tzv. fotofejetony. Jak Živná tak i Chocholová měly společný zájem – módu. Svět v obrazech měl svoje čtenáře informovat o světě a do redakce se tak dostávalo hodně zahraničního tisku a časopisů, tedy i časopisů obrázkových a módních. V té době obtížně sehnatelný francouzský módní magazín Elle si Blanka Chocholová u Želmíry půjčovala a studovala zde především grafiku a způsoby fotografické prezentace módy. V týdeníku Svět v obrazech se díky spolupráci s Živnou dostala Chocholová k fotografování nepřímé inzerce a tzv. špendlené módy.

### Jiří Dientsbier starší
Želmíra Živná je údajnou autorkou populární publikace o dějinách módy a oblékání – Šaty dělají člověka, která vyšla v roce 1976 v nakladatelství Albatros v Praze. Skutečným jejím autorem byl ale „nepřítel tehdejšího režimu“ disident a toho času noční hlídač Jiří Dienstbier starší. Želmíra byla jeho spolužačkou na Filozofické fakultě Univerzity Karlovy, kde Dientsbier studoval žurnalistiku v letech 1955–1960. A byla to právě ona, kdo byla ochotna i napodruhé předstírat, že na malé encyklopedii o dějinách medicíny spolupracovala ona a ne její skutečný autor Jiří Dientsbier starší. Zastírací manévr nebyl složitý. Živná chodila texty redigovat a o záměně Dientsbier x Živná věděl jen novinář, dramatik, spisovatel a tehdejší redaktor nakladatelství Albatros Karel Hvížďala.
Karel Hvížďala pracoval v letech 1966–1970 jako redaktor v časopisu Mladý svět. Když musel redakci opustit, zavolal na radu svojí ženy Václava Fikara, který mu obratem zprostředkoval místo redaktora v nakladatelství Albatros, kde Hvížďala založil edici Objektiv. (V Albatrosu působil v letech 1971 až 1974.)
Věděl jsem, že spousta mých kamarádů, kteří umí jazyky a psát, dělají kompilace mezioborových nebo oborových encyklopedií. Tak se tam dostal třeba Jiří Dienstbier, který pak napsal dvě knihy pod pseudonymem Želmíra Živná. Ta pak taky emigrovala.
Karel Hvížďala, O edici Objektiv v nakladatelství Albatros a lidech tam píšících, 
O této Dientsbierově aktivitě nevěděli ani jeho přátelé z disidentských kruhů a netušila to ani Státní bezpečnost (StB) v jejímž hledáčku tehdy byl. StB předpokládala, že se sledovaný objekt zabývá politickými úvahami, ale že se kromě toho věnuje i módním trendům nemohla tušit. Český spisovatel a dramatik Ivan Klíma, který se po roce 1970 stal zakázaným autorem (a publikoval v samizdatu) popisoval později Jiřího Dientsbiera staršího jako činorodého optimistu, který mohl napsat naprosto bezstarostnou knihu o ženách a módě, když Klímovi v oněch 70. letech 20. století ukazoval mimo jiné svoje dvě obstojně napsané divadelní hry. Vydat knihu o módě byl pro Dientsbiera tehdy dobrý způsob přivýdělku, neboť všechny takto získané peníze se nakonec sešly v jeho kapse.
Dientsbier se v roce 1977 stal jedním z prvních 250 signatářů Charty 77 a v letech 1979 a 1985 byl i jejím mluvčím. (V roce 1978 zakládal VONS a vydával samizdatovou literaturu.) Za tuto protirežimní činnost byl v letech 1979 až 1982 vězněn. A právě v době jeho arestování začala StB dělat potíže i Želmíře Živné. Té se nakonec podařilo opustit republiku a přes Jugoslávii se dostat do Kalifornie.

## Publikační činnost
- ŽIVNÁ, Želmíra. Šaty dělají člověka: O módě a oblékání. 1. vydání; Praha: Albatros, 1976; 121 stran + 3 strany + 15 stran fotografických příloh; Objektiv.[6]
- GEL, František; upravila a s použitím díla Jana Pfeiffera (1925–1998), Štafeta života (přeloženého z němčiny) rozšířila Želmíra Živná. Pane doktore: čarodějové, bradýři a lékaři. 1. vydání Praha: Albatros, 1975; 92 stran + 15 stran fotografií a barevných fotografických příloh; Objektiv.[6]